# SV Langeberg
SV Langeberg is een Nederlandse amateurvoetbalclub uit Brunssum in Limburg, opgericht in 1949. Het eerste elftal speelt in de Derde klasse zondag (2024/25).
De club speelt op Sportpark In de Struiken in Brunssum.

## Historie
Directe aanleiding tot het ontstaan van de RK Sportvereniging Langeberg was de fusie van de voetbalclub Rumpen met Limburgia. De resulterende fusieclub zat zo ruim in de spelers dat een vrij groot aantal van hen nog nauwelijks werd opgesteld in een elftal, wat leidde tot onvrede. Bij kapper Theelen (op de Langeberglaan) werd hierover door klanten geregeld gemopperd, maar bij mopperen bleef het niet, al snel groeide het idee van een eigen club. Deze kreeg in de eerste fase vorm onder de naam “Voetbalclub Akerstraat”. De eerste vergaderingen werden gehouden in café Cornelissen, op de plaats waar nu restaurant Mostar te vinden is. 
Vanuit “Voetbalclub Akerstraat” kwamen er suggesties om in K.N.V.B.-verband te gaan voetballen en op 2 oktober 1949 kreeg de club een bondsnummer. Vanaf dat moment ging de club verder onder de naam RK Sportvereniging Langeberg. Tijdens het seizoen 1950/1951 werd voor het eerst deelgenomen aan de competitie en wel in de 2e klasse afdeling Limburg. Pas in seizoen 1963/1964 (de vereniging bestond reeds 15 jaar) vond de eerste degradatie plaats. De club bleef een trouwe klant in de derde en vierde klasse.
Overzicht hoofdtrainers
| Periode                          | Naam               |
| Augustus 1949 t/m mei 1961       | Hens van Lubeck    |
| Augustus 1961 t/m mei 1964       | Hens Coerver       |
| Augustus 1964 t/m mei 1968       | G. Seegeren        |
| Augustus 1968 t/m mei 1969       | Joop Hellemons     |
| Augustus 1969 t/m mei 1973       | Hub Custers        |
| Augustus 1973 t/m mei 1974       | Toon Plum          |
| Augustus 1974 t/m mei 1976       | Piet Bruist        |
| Augustus 1976 t/m mei 1977       | Wim Vrösch         |
| Augustus 1977 t/m mei 1979       | Dre Konings        |
| Augustus 1979 t/m mei 1983       | Leo Kaanen         |
| Augustus 1983 t/m mei 1985       | Wil de Vries       |
| Augustus 1985 t/m mei 1986       | Gerrit Vanderlijde |
| Augustus 1986 t/m jan 1988       | John Wolters       |
| Februari 1988 t/m mei 1988       | Harry Feenstra     |
| Augustus 1988 t/m mei 1992       | Wiel Baltus        |
| Augustus 1992 t/m mei 1994       | Joop Hellemons     |
| Augustus 1994 t/m mei 1996       | Rene Isenborghs    |
| Augustus 1996 t/m mei 2000       | Theo van Hezik     |
| Augustus 2000 t/m mei 2002       | Bert Isenborghs    |
| Augustus 2002 t/m september 2002 | Sjef Derks         |
| Oktober 2002 t/m mei 2006        | Mike Zwartjes      |
| Augustus 2006 t/m mei 2008       | Michel Broeders    |
| Augustus 2008 t/m mei 2009       | René Kupper        |
| Augustus 2009 t/m april 2010     | Math Schaepkens    |
| April 2010 t/m mei 2010          | Theo van Hezik     |
| Augustus 2010 t/m mei 2012       | Nico Perez         |
| Augustus 2012 t/m mei 2015       | Mike Zwartjes      |
| Augustus 2015 t/m mei 2016       | Pascal Stofberg    |
| Augustus 2016 t/m mei 2019       | Dave Zafarin       |
| Augustus 2019 t/m mei 2023       | Ron Czornyj        |
| Augustus 2023                    | Jorrit Dacier      |

Overzicht bestuur
| 1949 / 1950             | Voorzitter:     | J. Nauts                                                                                           |
|                         | Secretaris:     | J.H.J. Jansen                                                                                      |
|                         | Penningmeester: | K.P.N. Theelen                                                                                     |
|                         | Leden:          | C. Snijders, G. IJssermans, A. v.Goethem, W. v. Helden, L.W.H. Theelen, J. Gordijn, H. Dehing      |
| 1950 / 1951             | Voorzitter:     | J. Kuijer                                                                                          |
|                         | Secretaris:     | J. Jansen                                                                                          |
|                         | Penningmeester: | K. Theelen                                                                                         |
|                         | Leden:          | G. IJssermans, A. v.Goethem, J. Nauts, L. Simons, H. Dehing, L. Theelen                            |
| 1951 / 1952             | Voorzitter:     | J. Kuijer                                                                                          |
|                         | Secretaris:     | G. IJssermans                                                                                      |
|                         | Penningmeester: | K. Theelen                                                                                         |
|                         | Leden:          | P. Bremmer, J. Nauts, H. Dehing, L. Theelen, J. Jansen, A. v. Goethem                              |
| 1952 / 1953             | Voorzitter:     | J. Kuijer                                                                                          |
|                         | Secretaris:     | J. Jansen                                                                                          |
|                         | Penningmeester: | K. Theelen                                                                                         |
|                         | Leden:          | Cremers, J. Nauts, G. IJssermans, H. Dehing, L. Theelen, P. Bremmer, A. v. Goethem                 |
| 1953 / 1954             | Voorzitter:     | J. Kuijer                                                                                          |
|                         | Secretaris:     | J. Jansen                                                                                          |
|                         | Penningmeester: | J. Gordijn                                                                                         |
|                         | Leden:          | P. Wollersheim, J. Nauts, G. IJssermans, K. Theelen, J. Peters, A. v. Goethem, L. Theelen          |
| 1954 / 1955             | Voorzitter:     | J. Kuijer                                                                                          |
|                         | Secretaris:     | J. Jansen                                                                                          |
|                         | Penningmeester: | J. Gordijn                                                                                         |
|                         | Leden:          | J. Nauts, J. Peters, A. v. Goethem, L. Theelen, K. Theelen, A. Degenkamp, P. Wollersheim           |
| 1955 / 1956             | Voorzitter:     | J. Kuijer                                                                                          |
|                         | Secretaris:     | J. Jansen                                                                                          |
|                         | Penningmeester: | J. Gordijn                                                                                         |
|                         | Leden:          | K. Theelen, A. v. Goethem, L. Theelen, J. Heuts, J. Peters                                         |
| 1956 / 1957             | Voorzitter:     | J. Kuijer                                                                                          |
|                         | Secretaris:     | J. Jansen                                                                                          |
|                         | Penningmeester: | J. Gordijn                                                                                         |
|                         | Leden:          | H. Boumans, A. v. Goethem, K. Theelen, P. Quaedvlieg, H. Kirpenstein                               |
| 1957 / 1958             | Voorzitter:     | J. Kuijer                                                                                          |
|                         | Secretaris:     | J. Jansen                                                                                          |
|                         | Penningmeester: | J. Gordijn                                                                                         |
|                         | Leden:          | H. Boumans, K. Theelen, H. Adams, A. Pierik                                                        |
| 1958 / 1959             | Voorzitter:     | J. Kuijer                                                                                          |
|                         | Secretaris:     | S. Jansen                                                                                          |
|                         | Penningmeester: | J. Gordijn                                                                                         |
|                         | Leden:          | H. Boumans, K. Theelen, H. Adams, A. Pierik                                                        |
| 1959 / 1960             | Voorzitter:     | J. Kuijer                                                                                          |
|                         | Secretaris:     | J. Jansen                                                                                          |
|                         | Penningmeester: | J. Gordijn                                                                                         |
|                         | Leden:          | H. Adams, S. Daniels, H. Boumans, A. v.d. Roer                                                     |
| 1960 / 1961             | Voorzitter:     | J. Kuijer                                                                                          |
|                         | Secretaris:     | J. Daniels                                                                                         |
|                         | Penningmeester: | H. Boumans                                                                                         |
|                         | Leden:          | J. Jansen, F. Otten, H. Adams, K. Theelen                                                          |
| 1961 / 1962             | Voorzitter:     | J. Kuijer                                                                                          |
|                         | Secretaris:     | J. Daniels                                                                                         |
|                         | Penningmeester: | H. Boumans                                                                                         |
|                         | Leden:          | J. Jansen, A. v.d. Roer, H. Adams, K. Theelen, J. Cox                                              |
| 1962 / 1963             | Voorzitter:     | J. Kuijer                                                                                          |
|                         | Secretaris:     | J. Daniels                                                                                         |
|                         | Penningmeester: | H. Boumans                                                                                         |
|                         | Leden:          | J. Jansen, A. v.d. Roer, H. Adams, K. Theelen, T. Nootenboom                                       |
| 1963 / 1964             | Voorzitter:     | J. Kuijer                                                                                          |
|                         | Secretaris:     | J. Cox                                                                                             |
|                         | Penningmeester: | H. Boumans                                                                                         |
|                         | Leden:          | B. Jansen, L. Knubben, E. Geerssen, H. Adams, T. Keulers                                           |
| 1964 / 1965             | Voorzitter:     | J. Kuijer                                                                                          |
|                         | Secretaris:     | J. Cox                                                                                             |
|                         | Penningmeester: | H. Boumans                                                                                         |
|                         | Leden:          | B. Jansen, L. Knubben, K. Theelen, E. Geerssen, A. v. Kempen, J. Arts                              |
| 1965 / 1966             | Voorzitter:     | J. Kuijer                                                                                          |
|                         | Secretaris:     | J. Cox                                                                                             |
|                         | Penningmeester: | H. Boumans                                                                                         |
|                         | Leden:          | B. Jansen, L. Knubben, K. Theelen, E. Geerssen, T. Nooteboom, K. Wassen, J. Arts                   |
| 1966 / 1967             | Voorzitter:     | L. Knubben                                                                                         |
|                         | Secretaris:     | J. Cox                                                                                             |
|                         | Penningmeester: | H. Boumans / K. Krocke / H. Zinken                                                                 |
|                         | Leden:          | K. Theelen, L. Hoek, W. Duyckaerts, A. v.d. Roer, K. Wassen                                        |
| 1967 / 1968             | Voorzitter:     | K. Krocke                                                                                          |
|                         | Secretaris:     | J. Cox                                                                                             |
|                         | Penningmeester: | H. Zinken                                                                                          |
|                         | Leden:          | W. Duyckaerts, A. v.d. Roer, C. Veders, H. Nauts                                                   |
| 1968 / 1969             | Voorzitter:     | K. Krocke                                                                                          |
|                         | Secretaris:     | J. Cox                                                                                             |
|                         | Penningmeester: | H. Zinken                                                                                          |
|                         | Leden:          | W. Duyckaerts, H. v. Lubeck, C. Veders, H. Nauts                                                   |
| 1969 / 1970             | Voorzitter:     | K. Krocke                                                                                          |
|                         | Secretaris:     | H. Kasteel                                                                                         |
|                         | Penningmeester: | J. Cox                                                                                             |
|                         | Leden:          | W. Duyckaerts, H. v. Lubeck, C. Veders, H. Nauts, J. Heemskerk                                     |
| 1970 / 1971             | Voorzitter:     | K. Krocke                                                                                          |
|                         | Secretaris:     | H. v. Lubeck                                                                                       |
|                         | Penningmeester: | J. Dehing                                                                                          |
|                         | Leden:          | J. Heemskerk, H. Nauts, H. Kasteel, J. Cox                                                         |
| 1971 / 1972             | Voorzitter:     | K. Krocke                                                                                          |
|                         | Secretaris:     | H. v. Lubeck                                                                                       |
|                         | Penningmeester: | J. Dehing                                                                                          |
|                         | Leden:          | H. Kasteel, J. Cox, F. v. Maris                                                                    |
| 1972 / 1973             | Voorzitter:     | H. Boumans                                                                                         |
|                         | Secretaris:     | H. v. Lubeck                                                                                       |
|                         | Penningmeester: | J. Dehing                                                                                          |
|                         | Leden:          | H. Kasteel                                                                                         |
| 1973 / 1974             | Voorzitter:     | H. Boumans                                                                                         |
|                         | Secretaris:     | H. v. Lubeck                                                                                       |
|                         | Penningmeester: | J. Dehing                                                                                          |
|                         | Leden:          | H. Kasteel, H. Hendrix, H. Bartels                                                                 |
| 1974 / 1975             | Voorzitter:     | H. Boumans                                                                                         |
|                         | Secretaris:     | H. v. Lubeck                                                                                       |
|                         | Penningmeester: | J. Dehing                                                                                          |
|                         | Leden:          | H. Dohmen, H. Kasteel, H. Hendrix, H. Bartels                                                      |
| 1975 / 1976             | Voorzitter:     | H. Kasteel                                                                                         |
|                         | Secretaris:     | H. v. Lubeck                                                                                       |
|                         | Penningmeester: | J. Dehing                                                                                          |
|                         | Leden:          | C. Peeters, H. Dohmen, H. Hendrix, H. Breukers, H. Boumans, H. Bartels                             |
| 1976 / 1977             | Voorzitter:     | H. Kasteel                                                                                         |
|                         | Secretaris:     | H. v. Lubeck                                                                                       |
|                         | Penningmeester: | J. Dehing                                                                                          |
|                         | Leden:          | C. Peeters, H. Dohmen, H. Zinken, H. Bartels, H. Breukers, H. Boumans                              |
| 1977 / 1978             | Voorzitter:     | H. Bartels                                                                                         |
|                         | Secretaris:     | P. v.d. Broek                                                                                      |
|                         | Penningmeester: | H. Boumans                                                                                         |
|                         | Leden:          | C. Peeters, H. Dohmen, H. Zinken, F. Frelih, J. Dehing, H. Breukers                                |
| 1978 / 1979             | Voorzitter:     | H. Bartels                                                                                         |
|                         | Secretaris:     | P. v.d. Broek                                                                                      |
|                         | Penningmeester: | H. Boumans                                                                                         |
|                         | Leden:          | C. Peeters, H. Zinken, J. Dehing, H. Breukers, A. Binder                                           |
| 1979 / 1980             | Voorzitter:     | H. Bartels                                                                                         |
|                         | Secretaris:     | P. v.d. Broek                                                                                      |
|                         | Penningmeester: | H. Breukers                                                                                        |
|                         | Leden:          | H. Michiels, F. Frelih, A. Binder, H. Boumans, J. Theunissen                                       |
| 1980 / 1981             | Voorzitter:     | J. Cox                                                                                             |
|                         | Secretaris:     | P. v.d. Broek                                                                                      |
|                         | Penningmeester: | H. Breukers                                                                                        |
|                         | Leden:          | A. Binder, L. Hendriks, v. Cleef, F. Frelih, H. Zinken, H. Boumans, J. Theunissen                  |
| 1981 / 1982             | Voorzitter:     | J. Cox                                                                                             |
|                         | Secretaris:     | P. v.d. Broek                                                                                      |
|                         | Penningmeester: | H. Breukers                                                                                        |
|                         | Leden:          | A. Binder, L. Hendriks, v. Cleef, F. Frelih, H. Zinken, H. Boumans, J. Theunissen                  |
| 1982 / 1983             | Voorzitter:     | J. Cox                                                                                             |
|                         | Secretaris:     | R. v.d. Berg                                                                                       |
|                         | Penningmeester: | H. Hendrix                                                                                         |
|                         | Leden:          | A. Binder, F. Frelih, Jansen                                                                       |
| 1983 / 1984             | Voorzitter:     | J. Cox                                                                                             |
|                         | Secretaris:     | R. v.d. Berg                                                                                       |
|                         | Penningmeester: | H. Hendrix                                                                                         |
|                         | Leden:          | R. v. Dijk, J. Zaat, H. Boumans, P. v.d. Broek, A. Binder, H. Breukers, J. Theunissen, H. Peeters  |
| 1984 / 1985             | Voorzitter:     | J. Cox                                                                                             |
|                         | Secretaris:     | H. v. Lubeck                                                                                       |
|                         | Penningmeester: | H. Hendrix                                                                                         |
|                         | Leden:          | P. v.d. Broek, J. Zaat, R. v. Dijk, H. Peeters, H. Boumans, H. Garritsen, J. Verhoef, R. v.d. Berg |
| 1985 / 1986             | Voorzitter:     | H. Hertog                                                                                          |
|                         | Secretaris:     | H. v. Lubeck                                                                                       |
|                         | Penningmeester: | H. Peeters                                                                                         |
|                         | Leden:          | R. v.d. Broek, L. Lem, J. Verhoef, H. Garritsen, J. Garritsen                                      |
| 1986 / 1987             | Voorzitter:     | H. Hertog                                                                                          |
|                         | Secretaris:     | S. Trottier                                                                                        |
|                         | Penningmeester: | H. Peeters                                                                                         |
|                         | Leden:          | R. v.d. Broek, L. Lem, J. Garritsen, P. Nauts                                                      |
| 1987 / 1988             | Voorzitter:     | H. Hertog                                                                                          |
|                         | Secretaris:     | S. Trottier                                                                                        |
|                         | Penningmeester: | H. Peeters                                                                                         |
|                         | Leden:          | J. Heuts, R. v.d. Broek, L. Lem, P. Nauts, H. Storms, J. Steinbusch                                |
| 1988 / 1991             | Voorzitter:     | H. Hendrix                                                                                         |
|                         | Secretaris:     | H. Boumans                                                                                         |
|                         | Penningmeester: | H. Peeters                                                                                         |
|                         | Leden:          | J. Heuts, J. Cox, A. Frelih, H. Kleijkers, H. Zinken,                                              |
| T. Lucassen             | Leden:          | |
| 1991 / 1992             | Voorzitter:     | H. Hendrix                                                                                         |
|                         | Secretaris:     | H. Boumans                                                                                         |
|                         | Penningmeester: | H. Peeters                                                                                         |
|                         | Leden:          | J. Heuts, J. Cox, A. Frelih, H. Kleijkers, H. Zinken,                                              |
| T. Lucassen, J. Wolters | Leden:          | |
| 1992 / 1993             | Voorzitter:     | H. Hendrix                                                                                         |
|                         | Secretaris:     | H. Boumans                                                                                         |
|                         | Penningmeester: | H. Peeters                                                                                         |
|                         | Leden:          | J. Heuts, J. Cox, A. Frelih, H. Kleijkers, H. Zinken,T. Lucassen, J. Wolters                       |
| 1993 / 1994             | Voorzitter:     | H. Schils                                                                                          |
|                         | Secretaris:     | J. Wolters                                                                                         |
|                         | Penningmeester: | H. Kleijkers                                                                                       |
|                         | Leden:          | H. Zinken, J. Cox, A. Frelih, G. Brabant                                                           |
| 1994 / 1995             | Voorzitter:     | H. Schils                                                                                          |
|                         | Secretaris:     | J. Wolters                                                                                         |
|                         | Penningmeester: | H. Kleijkers                                                                                       |
|                         | Leden:          | H. Zinken, J. Cox, A. Frelih, G. Brabant                                                           |
| 1995 / 1996             | Voorzitter:     | H. Schils                                                                                          |
|                         | Secretaris:     | J. Wolters                                                                                         |
|                         | Penningmeester: | H. Kleijkers                                                                                       |
|                         | Leden:          | J. Cox, D. Mevissen, A. Frelih, G. Brabant, N. Dehing, K. Wassen, H. Peeters                       |
| 1996 / 1997             | Voorzitter:     | H. Schils                                                                                          |
|                         | Secretaris:     | J. Wolters                                                                                         |
|                         | Penningmeester: | H. Kleijkers                                                                                       |
|                         | Leden:          | D. Mevissen, A. Frelih, G. Brabant, N. Dehing, K. Wassen, H. Peeters                               |
| 1997 / 1998             | Voorzitter:     | H. Schils                                                                                          |
|                         | Secretaris:     | J. Wolters                                                                                         |
|                         | Penningmeester: | H. Kleijkers                                                                                       |
|                         | Leden:          | D. Mevissen, A. Frelih, G. Brabant, N. Dehing, K. Wassen, H. Peeters                               |
| 1998 / 1999             | Voorzitter:     | H. Schils                                                                                          |
|                         | Secretaris:     | J. Wolters                                                                                         |
|                         | Penningmeester: | H. Kleijkers                                                                                       |
|                         | Leden:          | D. Mevissen, A. Frelih, G. Brabant, N. Dehing, K. Wassen, H. Peeters, S. Theunissen                |
| 1999 / 2000             | Voorzitter:     | H. Schils                                                                                          |
|                         | Secretaris:     | J. Wolters                                                                                         |
|                         | Penningmeester: | H. Kleijkers                                                                                       |
|                         | Leden:          | D. Mevissen, G. Brabant, N. Dehing, K. Wassen, H. Peeters, S. Theunissen                           |
| 2000 / 2001             | Voorzitter:     | H. Schils                                                                                          |
|                         | Secretaris:     | R. Gordijn                                                                                         |
|                         | Penningmeester: | H. Kleijkers                                                                                       |
|                         | Leden:          | N. Dehing, J. Wolters, D. Mevissen, G. Brabant, H. Peeters                                         |
| 2001 / 2002             | Voorzitter:     | H. Schils                                                                                          |
|                         | Secretaris:     | R. Gordijn                                                                                         |
|                         | Penningmeester: | H. Kleijkers                                                                                       |
|                         | Leden:          | R. v. Boort, J. Wolters, D. Mevissen, G. Brabant, H. Peeters                                       |
| 2002 / 2003             | Voorzitter:     | H. Schils                                                                                          |
|                         | Secretaris:     | R. Gordijn                                                                                         |
|                         | Penningmeester: | H. Kleijkers                                                                                       |
|                         | Leden:          | R. v. Boort, J. Wolters, G. Brabant / W. Palmen, H. Peeters                                        |
| 2003 / 2004             | Voorzitter:     | H. Schils                                                                                          |
|                         | Secretaris:     | R. Gordijn                                                                                         |
|                         | Penningmeester: | H. Kleijkers                                                                                       |
|                         | Leden:          | R. v. Boort, W. Palmen, H. Peeters                                                                 |
| 2004 / 2005             | Voorzitter:     | H. Schils                                                                                          |
|                         | Secretaris:     | R. Gordijn                                                                                         |
|                         | Penningmeester: | H. Kleijkers                                                                                       |
|                         | Leden:          | W. Palmen, H. Peeters                                                                              |
| 2005 / 2006             | Voorzitter:     | H. Schils                                                                                          |
|                         | Secretaris:     | R. Gordijn                                                                                         |
|                         | Penningmeester: | H. Kleijkers                                                                                       |
|                         | Leden:          | W. Palmen, H. Peeters                                                                              |
| 2006 / 2007             | Voorzitter:     | H. Schils                                                                                          |
|                         | Secretaris:     | R. Gordijn                                                                                         |
|                         | Penningmeester: | H. Kleijkers                                                                                       |
|                         | Leden:          | W. Palmen, H. Peeters                                                                              |
| 2007 / 2008             | Voorzitter:     | H. Schils                                                                                          |
|                         | Secretaris:     | R. Gordijn                                                                                         |
|                         | Penningmeester: | H. Kleijkers                                                                                       |
|                         | Leden:          | D. Oberije, W. Palmen, H. Peeters                                                                  |
| 2008 / 2009             | Voorzitter:     | H. Schils                                                                                          |
|                         | Secretaris:     | R. Gordijn                                                                                         |
|                         | Penningmeester: | H. Kleijkers                                                                                       |
|                         | Leden:          | H. Peeters, E. Vleugels                                                                            |
| 2009 / 2010             | Voorzitter:     | H. Schils                                                                                          |
|                         | Secretaris:     | R. Gordijn                                                                                         |
|                         | Penningmeester: | H. Kleijkers                                                                                       |
|                         | Leden:          | H. Peeters                                                                                         |
| 2010 / 2011             | Voorzitter:     | H. Schils                                                                                          |
|                         | Secretaris:     | R. Gordijn                                                                                         |
|                         | Penningmeester: | H. Kleijkers                                                                                       |
|                         | Leden:          | H. Peeters                                                                                         |
| 2011 / 2012             | Voorzitter:     | H. Schils                                                                                          |
|                         | Secretaris:     | R. Gordijn                                                                                         |
|                         | Penningmeester: | H. Kleijkers                                                                                       |
|                         | Leden:          | H. Peeters                                                                                         |
| 2012 / 2013             | Voorzitter:     | H. Schils                                                                                          |
|                         | Secretaris:     | R. Gordijn                                                                                         |
|                         | Penningmeester: | H. Kleijkers                                                                                       |
|                         | Leden:          | H. Peeters                                                                                         |
| 2013 / 2014             | Voorzitter:     | H. Schils                                                                                          |
|                         | Secretaris:     | R. Gordijn                                                                                         |
|                         | Penningmeester: | H. Kleijkers                                                                                       |
|                         | Leden:          | H. Peeters, F. Schils                                                                              |
| 2014 / 2015             | Voorzitter:     | F. Schils                                                                                          |
|                         | Secretaris:     | R. Gordijn                                                                                         |
|                         | Penningmeester: | H. Kleijkers                                                                                       |
|                         | Leden:          | Y. v. Bree, W. Gordijn, H. Peeters, H. Schils                                                      |
| 2015 / 2016             | Voorzitter:     | F. Schils                                                                                          |
|                         | Secretaris:     | R. Gordijn                                                                                         |
|                         | Penningmeester: | H. Kleijkers                                                                                       |
|                         | Leden:          | Y. v. Bree, J. Cobben, W. Gordijn, H. Peeters, H. Schils                                           |
| 2016 / 2017             | Voorzitter:     | F. Schils                                                                                          |
|                         | Secretaris:     | R. Gordijn                                                                                         |
|                         | Penningmeester: | H. Kleijkers                                                                                       |
|                         | Leden:          | Y. van Bree, J. Cobben, W. Gordijn, H. Peeters, H. Schils                                          |
| 2017 / 2018             | Voorzitter:     | F. Schils                                                                                          |
|                         | Secretaris:     | R. Gordijn                                                                                         |
|                         | Penningmeester: | H. Kleijkers                                                                                       |
|                         | Leden:          | J. Cobben, W. Gordijn, H. Peeters, H. Schils                                                       |
| 2018 / 2019             | Voorzitter:     | F. Schils                                                                                          |
|                         | Secretaris:     | R. Gordijn                                                                                         |
|                         | Penningmeester: | H. Kleijkers                                                                                       |
|                         | Leden:          | J. Cobben, W. Gordijn, J. Leunissen, H. Peeters, R. v.d. Roer, H. Schils                           |
| 2019 / 2020             | Voorzitter:     | W. Gordijn R. v.d. Roer                                                                            |
|                         | Secretaris:     | R. Gordijn                                                                                         |
|                         | Penningmeester: | H. Kleijkers                                                                                       |
|                         | Leden:          | H. Schils                                                                                          |
| 2020 / 2021             | Voorzitter:     | R. v.d. Roer                                                                                       |
|                         | Secretaris:     | R. Gordijn                                                                                         |
|                         | Penningmeester: | H. Kleijkers                                                                                       |
|                         | Leden:          | M. van Doorn, W. Gordijn                                                                           |
| 2021 / 2022             | Voorzitter:     | R. v.d. Roer                                                                                       |
|                         | Secretaris:     | R. Gordijn                                                                                         |
|                         | Penningmeester: | H. Kleijkers †, Wouter Gordijn a.i.                                                                |
|                         | Leden:          | M. van Doorn, W. Gordijn, D. Hellemons, B. Orbons                                                  |
| 2022 / 2023             | Voorzitter:     | R. v.d. Roer                                                                                       |
|                         | Secretaris:     | R. Gordijn                                                                                         |
|                         | Penningmeester: | W. Gordijn a.i.                                                                                    |
|                         | Leden:          | M. van Doorn, W. Gordijn, D. Hellemons, B. Orbons                                                  |
| 2023 / 2024             | Voorzitter:     | R. v.d. Roer                                                                                       |
|                         | Secretaris:     | R. Gordijn                                                                                         |
|                         | Penningmeester: | W. Gordijn a.i.                                                                                    |
|                         | Leden:          | M. van Doorn, W. Gordijn                                                                           |

## Competitieresultaten 1957–2018
| 2 4C |

| 1 4C |

| 8 3B |

| 10 3B |

| 9 3B |

| 7 3B |

| 9 3B |

| 12 3B |

| 1 4D |

| 11 3B |

| 2 4C |

| 2 4C |

| 1 4C |

| 4 3B |

| 7 3B |

| 5 3B |

| 11 3B |

| 3 4C |

| 3 4C |

| 1 4C |

| 5 3B |

| 7 3B |

| 9 3B |

| 12 3B |

| 7 4C |

| 2 4C |

| 2 4D |

| 3 4D |

| 5 4D |

| 6 4C |

| 6 4D |

| 10 4D |

| 8 4D |

| 9 4D |

| 9 4D |

| 9 4D |

| 11 4D |

|  |

| 4 4D |

| 7 4D |

| 7 4D |

| 6 4C |

| 1 4C |

| 3 3B |

| 6 3B |

| 9 3B |

| 5 3B |

| 3 3B |

| 8 3B |

| 11 3B |

| 3 4B |

| 3 3B |

| 11 2G |

| 8 3B |

| 8 3B |

| 5 3B |

| 9 3B |

| 7 3B |

| 1 3A |

| 14 2G |

| 8 3A |

| 6 3A |

| - 3B |

| Tweede klasse | Derde klasse | Vierde klasse |

In elke staaf van de grafiek staat van boven naar beneden vermeld: 
- Eindnotering

Dit is de positie die de club heeft bereikt in de competitie, zonder eventuele beslissings-, play-off- of nacompetitiewedstrijden die nodig zijn geweest om bijvoorbeeld de kampioen van de competitie te bepalen.
Indien een * achter het getal staat is de notering een tussenstand en kan het zijn dat de notering niet overeenkomt met de uiteindelijke eindstand van de competitie.
Staat er een - dan is het seizoen nog bezig en is er geen definitieve uitslag bekend.
Staat er xx op de positie van de notering, dan heeft de club vroegtijdig de competitie verlaten. Dit kan onder andere komen door terugtrekking van het team, faillissement van de club of door een uitgedeelde straf van de KNVB. In veel gevallen staat elders in het artikel de reden vermeld.
Staat er een ? dan is het resultaat uit het verleden onbekend, en is alleen de competitie of het niveau bekend van dat seizoen.
In de seizoenen 2019/20 en 2020/21 werd wegens de coronacrisis het amateurvoetbal afgebroken. Daardoor kennen deze staven geen eindklassering (middels -- weergegeven).
- Competitieniveau en afdelingsletter of Officiële eindstand Eredivisie
  - Competitieniveau en afdelingsletter

Hierbij geeft het getal het niveau weer, dat ook terug te vinden is in de legenda. De letter is de afdelingsaanduiding en wordt gebruikt wanneer er meer afdelingen zijn op hetzelfde niveau. De afdelingsletter is altijd een hoofdletter en wordt meestal zonder nummer gebruikt.
Voorbeeld: 2F is niveau 2e klasse competitie F.
Het competitieniveau en nummer wordt niet vermeld wanneer er slechts één competitie van dit niveau was.
  - Officiële eindstand Eredivisie (getal staat tussen haakjes vermeld)

Sinds de introductie van play-offwedstrijden voor Europees voetbal na afloop van de reguliere competitie in 2005/06, is de KNVB verplicht een eindstand van de Eredivisie door te geven aan de UEFA aan de hand van deze play-offwedstrijden.
Bij deze eindstand staan clubs die zich hebben gekwalificeerd voor Europees voetbal hoger dan clubs die zich niet wisten te kwalificeren. Indien er geen verschil was tussen de eindnotering en de officiële eindstand, staat dit getal niet vermeld.

- Onderafdeling

Hier staat afgekort de naam van de onderafdeling indien de club in dat jaar in een onderafdeling uitkwam. Tevens staat deze afkorting in de legenda en wordt gelinkt naar het artikel over deze onderafdeling. Deze afkorting wordt alleen vermeld wanneer de club in het verleden in verschillende onderafdelingen heeft gespeeld. Deze vermelding is in de staaf altijd in kleine letters. Deze onderafdelingen zijn na het seizoen 1995/96 afgeschaft. Heeft de club in slechts één onderafdeling gespeeld, dan is dit alleen terug te vinden in de legenda.
Onder de staaf staat het jaartal vermeld waarin het seizoen is afgesloten. 15 verwijst naar het seizoen 2014/15 of eventueel het seizoen 1914/15.
Wanneer een staaf leeg is, zijn deze gegevens niet bekend. Het kan ook zijn dat de club dat seizoen niet heeft meegespeeld op het hogere amateurniveau, vroegtijdig de competitie heeft verlaten of uit de competitie is gezet.

In het seizoen 1944/45 was er wegens de Tweede Wereldoorlog geen regulier competitievoetbal.